# Ómicron Virginis
Ómicron Virginis (ο Vir / 9 Virginis / HD 104979) es una estrella en la constelación de Virgo de magnitud aparente +4,13. Se encuentra a 171 años luz del sistema solar. No debe ser confundida con la estrella variable o Virginis o 78 Virginis.
Ómicron Virginis es una gigante amarilla de tipo espectral G8IIIa y 4920 K de temperatura. Tiene un radio 13 veces mayor que el radio solar con una luminosidad 81 veces mayor que la del Sol. La medida de su velocidad de rotación es de 19 km/s. Su masa estimada es 2,3 veces mayor que la masa solar y tiene una edad aproximada de 500 millones de años.
Las características físicas de Ómicron Virginis son muy semejantes a las de la vecina Vindemiatrix (ε Virginis), cuyo mayor brillo se debe a que está considerablemente más cerca de la Tierra. Sin embargo, a diferencia de esta última, Ómicron Virginis está catalogada como una estrella de bario «leve». Estas estrellas muestran un exceso de bario cuyo origen se achaca a la transferencia de masa en el pasado por parte de una estrella acompañante; la acompañante, convertida hoy en una enana blanca, no es visible en muchos casos. En el caso de Ómicron Virginis, aunque no se ha detectado variación en la velocidad radial, excesos en la radiación ultravioleta emitida pueden indicar la presencia de la enana blanca. El mínimo período orbital obtenido para el sistema es de 4700 días.